# Bena (peuple)
Pour les articles homonymes, voir Bena.

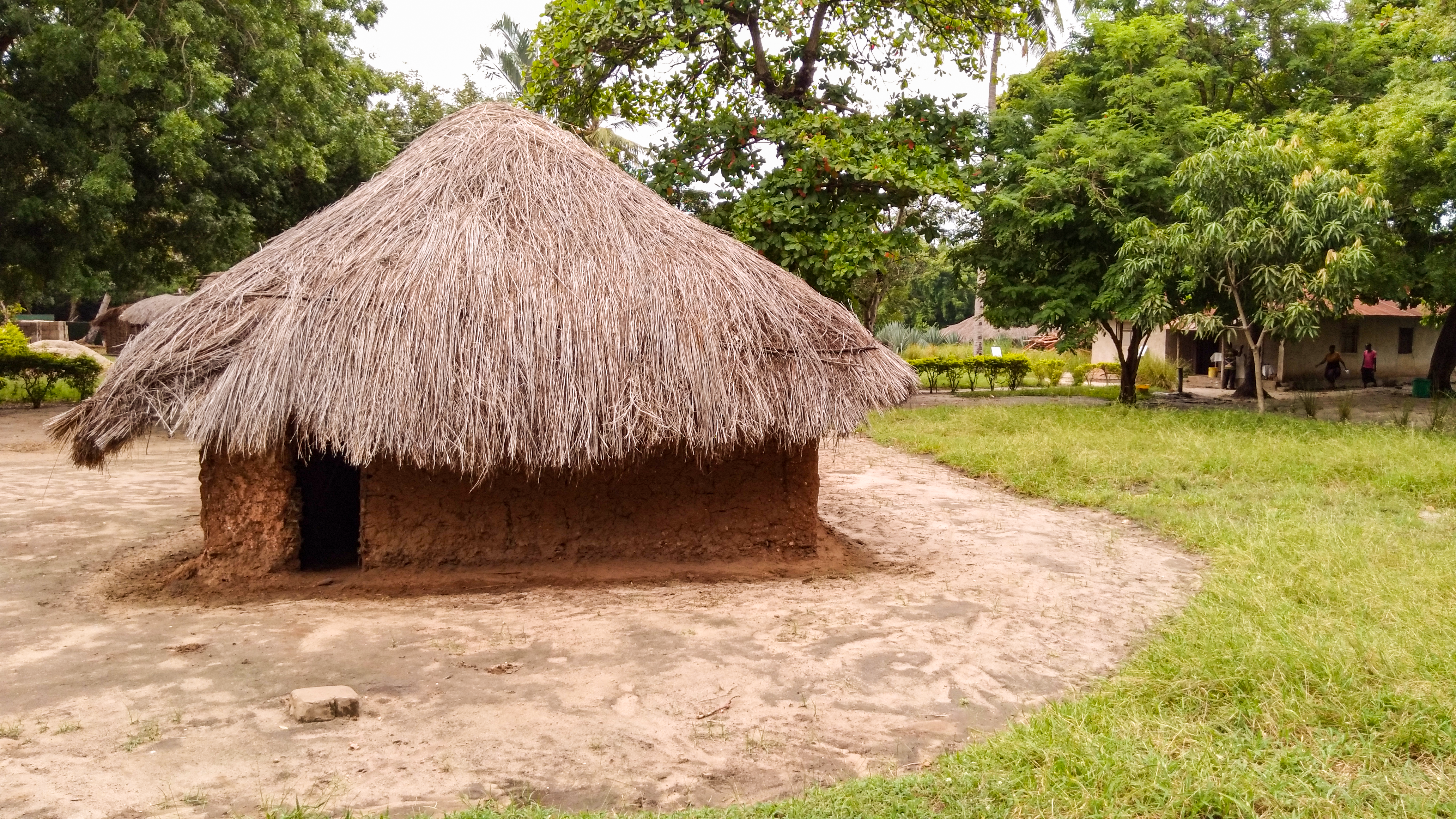
Habitation traditionnelle en Tanzanie.

Les Bena sont une population de langue bantoue d'Afrique australe, vivant principalement en Tanzanie, également en Zambie.

## Ethnonymie
Selon les sources et le contexte, on rencontre différentes formes : Benas, Ekibena, Ubena, Wabena.